# Sphiggurus villosus
Espèce
Statut de conservation UICN

 LC  : Préoccupation mineure
Sphiggurus villosus est une espèce qui fait partie des rongeurs de la famille des Erethizontidae appelés porcs-épics préhensiles. Ces porcs-épics sont endémiques du Brésil. Ce sont des animaux terrestres arboricoles à queue préhensile qui vivent dans la canopée et s'y nourrissent de feuillage.
Cette espèce a été décrite pour la première fois en 1823 par le zoologiste français Frédéric Cuvier (1773-1838), frère du célèbre naturaliste Georges Cuvier.